# Africo
Africo ist eine italienische Stadt in der Metropolitanstadt Reggio Calabria in Kalabrien mit 2701 Einwohnern (Stand 31. Dezember 2023).

## Lage und Daten
Das heutige Africo liegt 76 km östlich von Reggio Calabria an der Küste des Ionischen Meeres. Die Nachbargemeinden sind Bianco, Bruzzano Zeffirio, Cosoleto, Roghudi, Samo, Sant’Agata del Bianco und Staiti. Das alte Africo (Africo Vecchia) lag ca. 14 km westlich landeinwärts auf etwa 680 m über dem Meeresspiegel (Lage:).

## Geschichte
Der ursprüngliche Ort (Africo Vecchia) wurde im 9. Jahrhundert v. Chr. gegründet. Er war noch in der Mitte des 20. Jahrhunderts nur über Eselspfade zu erreichen und galt als Sinnbild für die Armut in Kalabrien. Bei den Erdbeben in den Jahren 1783, 1905 und 1908 wurde der Ort schwer beschädigt. Nach einer Überschwemmung im Oktober 1951 wurden Africo und der Ortsteil Casalinuovo zerstört. Die Stadt wurde an der Küste neu aufgebaut.
Die Einwohner des neuen Africo leben von der Landwirtschaft und der Produktion von Zement. Der Tourismus ist unterentwickelt, obwohl durch die Nähe des Ionischen Meeres eine Ansiedlung von Hotels möglich wäre.